# 李重進
李重进（？—960年），沧州（今河北省沧州市）人，生于太原，五代时后周禁军统帅之一，太祖郭威第四姊福庆长公主之子。

## 生平
李重进在后晋天福中，入仕为殿直。后汉初年，随舅父郭威征讨河中。后周建立的广顺元年（951年），太祖郭威以李重进为内殿直都知、领泗州刺史，女婿张永德为内殿直小底四班都知；又升李重进为小底都指挥使，而以张永德接任内殿直都知。翌年（952年），郭威以李重进为大内都点检兼马步都军头，张永德为小底第一军都指挥使；后又以李重进为殿前都指挥使，张永德为殿前都虞候，掌管殿前亲军。两年后，郭威病危，传位于发妻柴氏的侄子、养子柴荣，临终前特命李重进向柴荣行君臣之礼，以免其觊觎皇位。
显德元年（954年），世宗柴荣即位，以姑表兄李重进为侍卫亲军马步军都虞侯，妹夫张永德接任殿前都指挥使，分掌侍卫亲军和殿前亲军。李重进、张永德本以姻亲之故，在数年间不次擢升，但后来都在战争中展现出过人的军事才能。在决定后周生死存亡的高平之战后，李重进以战功加使相衔，升侍卫马步军都指挥使，母福庆长公主追封燕国大长公主；而张永德以战功加检校太傅，授义成军节度使，妻寿安公主进封晋国长公主。
周恭帝即位，兼任淮南道节度。
北宋建隆元年（960年），宋太祖赵匡胤即位，加李重进为中书令，命令韓令坤代替李重進侍卫马步军都指挥使一职，让李重进去担任淮南道节度。宋太祖想將李重進移鎮至青州（治所在今山东省青州市），李重進不悦，宋太祖让六宅使陈思诲赏赐李重进铁券，企图使李重进安心。李重进准备随同陈思诲入朝后去青州，但又反悔，随即拘捕陈思诲，并派遣幕僚翟守珣說服李筠起兵抗命，翟守珣卻將此事洩露給宋太祖，於是太祖要求翟守珣拖延李重進出兵，以防止李重進與李筠南北呼應。翟守珣回去後，向重進诋毁李筠不足与谋事，重进果然中计，錯失良機。李筠四月起兵反宋，六月兵败，自焚死。同年九月李重進起兵，十月，太祖親征，帶領石守信、王审琦、李处耘平叛，十一月，到達揚州城下，即日入城，李重進舉家自焚。
其兄深州刺史李重兴，初闻其叛即自杀。弟解州刺史李重赞，子尚食使李延福，并戮于市。

## 延伸阅读
[在维基数据编辑]
 《宋史/卷484》，出自脱脱《宋史》